# Куазевокс, Антуан
Антуан Куазево́кс,  Шарль Антуан Куазево, Антуан Куазво (фр. Charles Antoine Coysevox; 29 сентября 1640, Лион — 10 октября 1720, Париж) — выдающийся французский скульптор эпохи барокко; ведущий мастер «большого стиля», соединявшего черты классицизма и барокко. Был придворным скульптором короля Людовика XIV.

## Биография

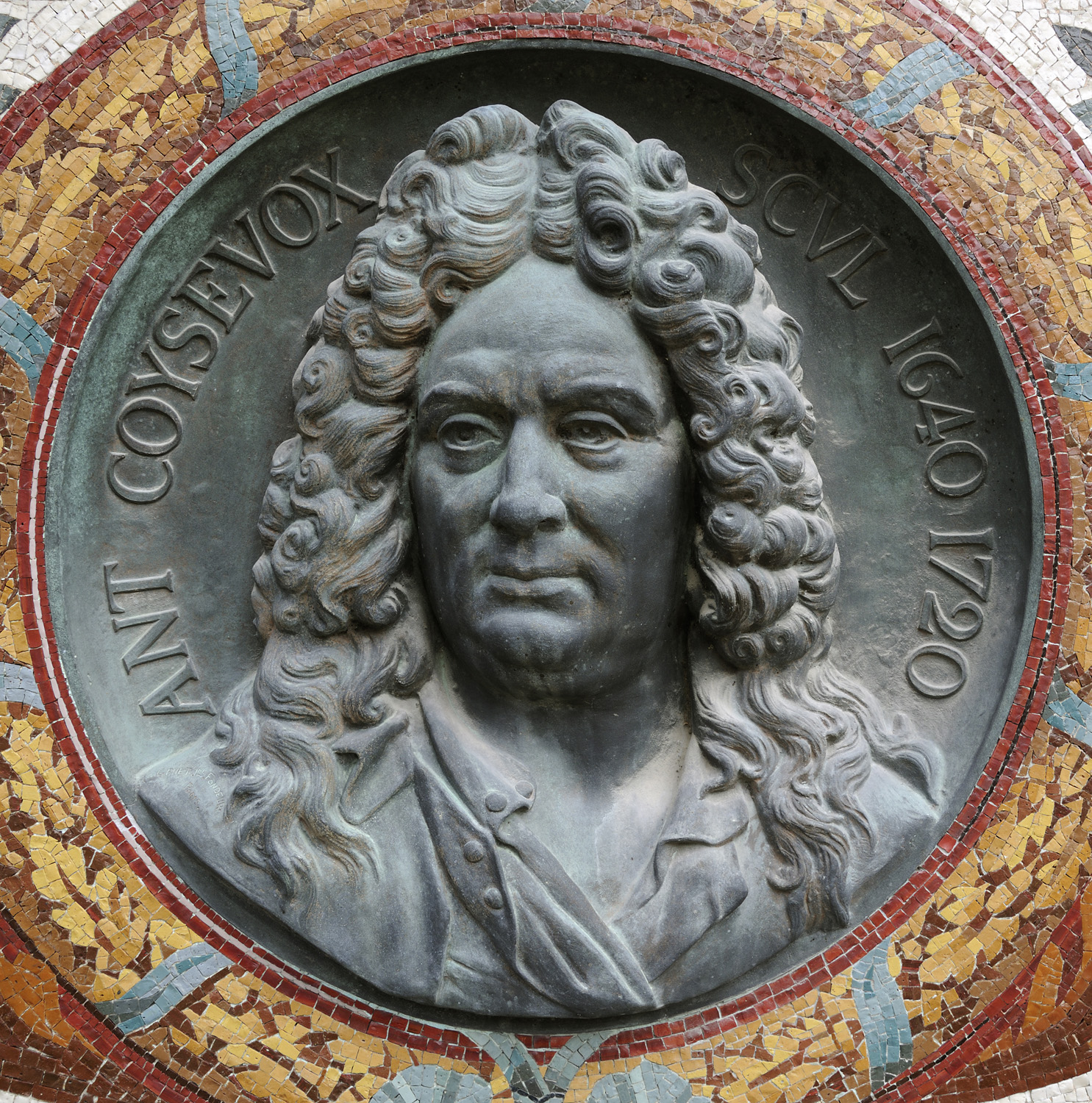
Ж.-Ю. Фабиш. Портрет скульптора А. Куазво. Медальон. 1884. Бронза. Сады дворца Сен-Пьер, Лион

Шарль Антуан Куазево (Куазво) родился в Лионе, на юге Франции. Он был сыном скульптора, эмигрировавшего из Франш-Конте, владения Испании до 1678 года.
Антуан приехал в Париж в возрасте семнадцати лет, чтобы работать в мастерской художника Луи Лерамбера (1620—1670), на племяннице которого и дочери художника Ноэля Кийерье Маргарите он женился в 1666 году. Маргарита была на год старше его и умерла спустя год после свадьбы. В 1680 году Антуан женился на Клоде Бурдикте из Лиона и у него было много детей.
В 1667 году Антуан Куазево был нанят кардиналом Вильгельмом Эгоном фон Фюрстенбергом для украшения резиденции в Саверне, вернулся в Париж в 1671 году и стал придворным художником короля Людовика XIV. В этом качестве он стал сотрудником выдающейся команды скульпторов, живописцев и лепщиков-декораторов под руководством первого живописца короля Шарля Лебрена и между 1677 и 1685 годами занимался украшением Версальского дворца и садов, в основном создавая реплики знаменитых античных статуй, таких как Венера Медицейская, Нимфа с раковиной или Кастор и Поллукс, из мрамора либо из бронзы, отлитой в мастерской братьев Келлер.
28 января 1676 года Антуан Куазево был принят в Королевскую академию живописи и скульптуры, стал профессором академии в следующем году, в 1694 году ректором, в 1716 году канцлером, и был директором Академии в 1703—1705 годах с годовой пенсией в четыре тысячи ливров. На этой должности он руководил обучением целого поколения французских скульпторов, в том числе своих племянников Никола Кусту и Гийома Кусту Старшего, которые стали важными фигурами французской скульптуры начала XVIII века. Его учеником был также скульптор Жан-Луи Лемуан (1665—1755). Антуан Куазево скончался в Париже 10 октября 1720 года.

## Творчество
Антуан Куазево создавал портретные бюсты, на которые в его эпоху был большой спрос, а также скульптурные портреты в полный рост, в том числе портрет короля Людовика XIV для парижской ратуши (ныне в музее Карнавале, конные статуи, для которых он специально изучал анатомию лошадей. В 1689 году парламент Бретани заказал скульптору конную статую Людовика (переплавлена во время революции). На первом Салоне живописи и скульптуры, состоявшемся в Лувре в 1699 году, Куазево выставил четыре бюста, в том числе один из бронзы, короля Людовика XIV. Далее, в 1704 году, шесть других бюстов выдающихся деятелей современности.
Лица его портретных бюстов считались удивительно точными; он не льстил своим клиентам, но благодаря позам, деталям и точности костюмов умел придавать им особое достоинство. Для Версаля скульптор выполнил бюсты Людовика XIV и Людовика XV, а также портреты Ж.-Б. Кольбера; Людовика II де Бурбона; Марии Терезии Австрийской и многих других.
В 1705 году Куазево получил королевский заказ на создание скульптур для парка Шато-де-Марли, работа над которыми должна была занять несколько лет. Между 1708 и 1710 годами он создал три скульптуры для Марли: «Пан» (ныне в Лувре), «Флору» и «Дриаду» (теперь в саду Тюильри). Терракотовое боццетто Дриады, подписанное и датированное 1709 годом, находится в музее Эшмола в Оксфорде.
Он также сделал копии «Коней Марли» скульптора Гийома Кусту, которые заменили в 1719 году в парке Марли, у бассейна «Водопой Марли» (l' abreuvoir de Marly) две его скульптуры: «Меркурий верхом на Пегасе» (Mercure à Cheval sur Pégase) и «Слава верхом на Пегасе» (La Renommée à Cheval sur Pégase; 1701—1702).
Антуан Куазево создал более десяти надгробных памятников, в том числе Ж.-Б. Кольберу (в церкви Сент-Эсташ), кардиналу Мазарини (в Лувре) и художнику Лебрену (в церкви Сен-Никола-дю-Шардонне).
В отличие от многих придворных скульпторов, которые лепили модели из глины или гипса, предоставляя мастерам высекать статуи из мрамора или камня, Куазево сам работал с камнем, что было редкостью в его время. Куазево пришлось творить в сложный переходный период от позднего и помпезного «стиля Людовика XIV», соединявшего элементы барокко и классицизма к новому стилю Регентства, и его творчество в полной мере развернулось после опалы главного создателя «большого стиля» (фр. Grand Manière) Шарля Лебрена в 1683 году.

## Галерея

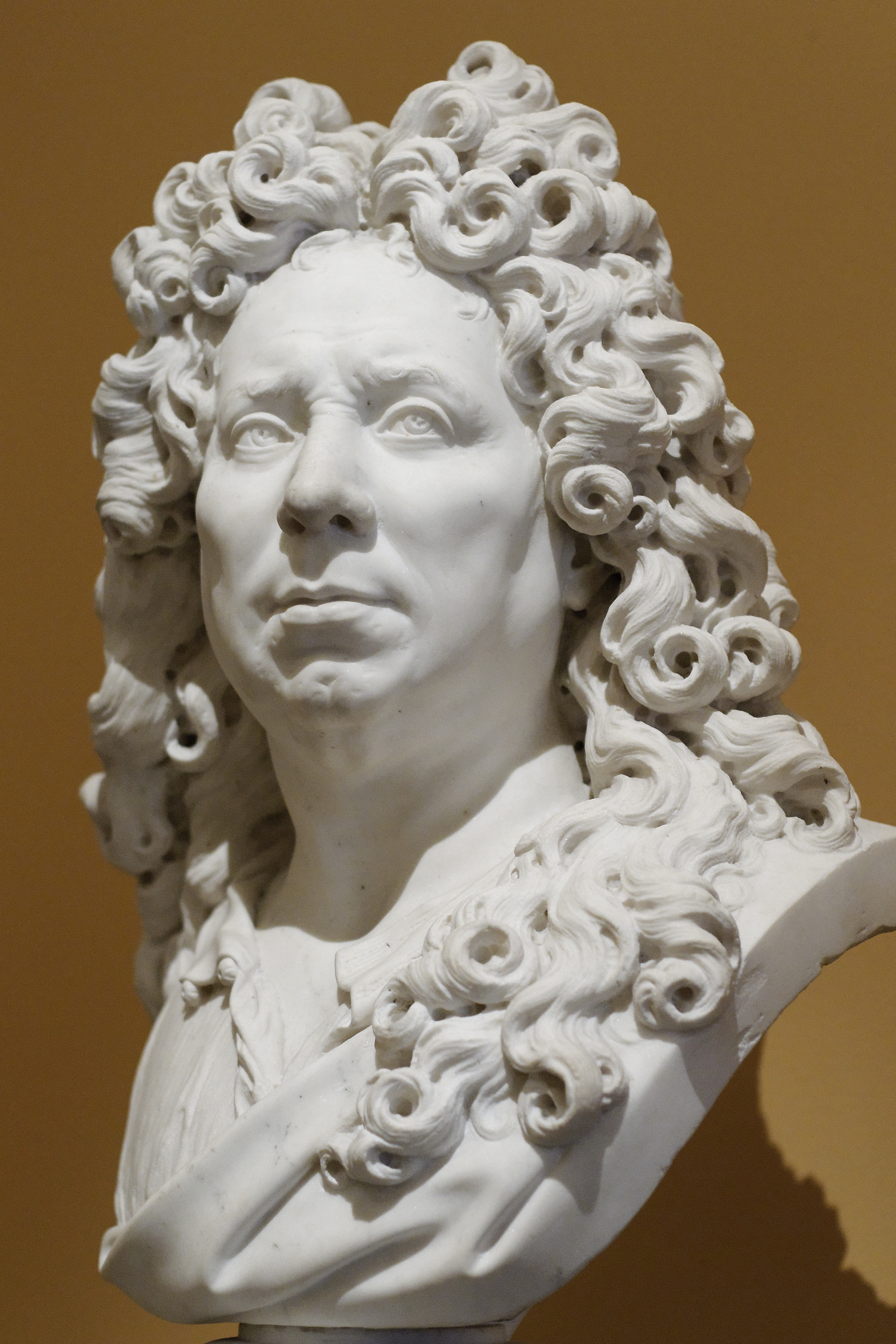
Автопортрет. Ок. 1700 г. Мрамор. Лувр, Париж
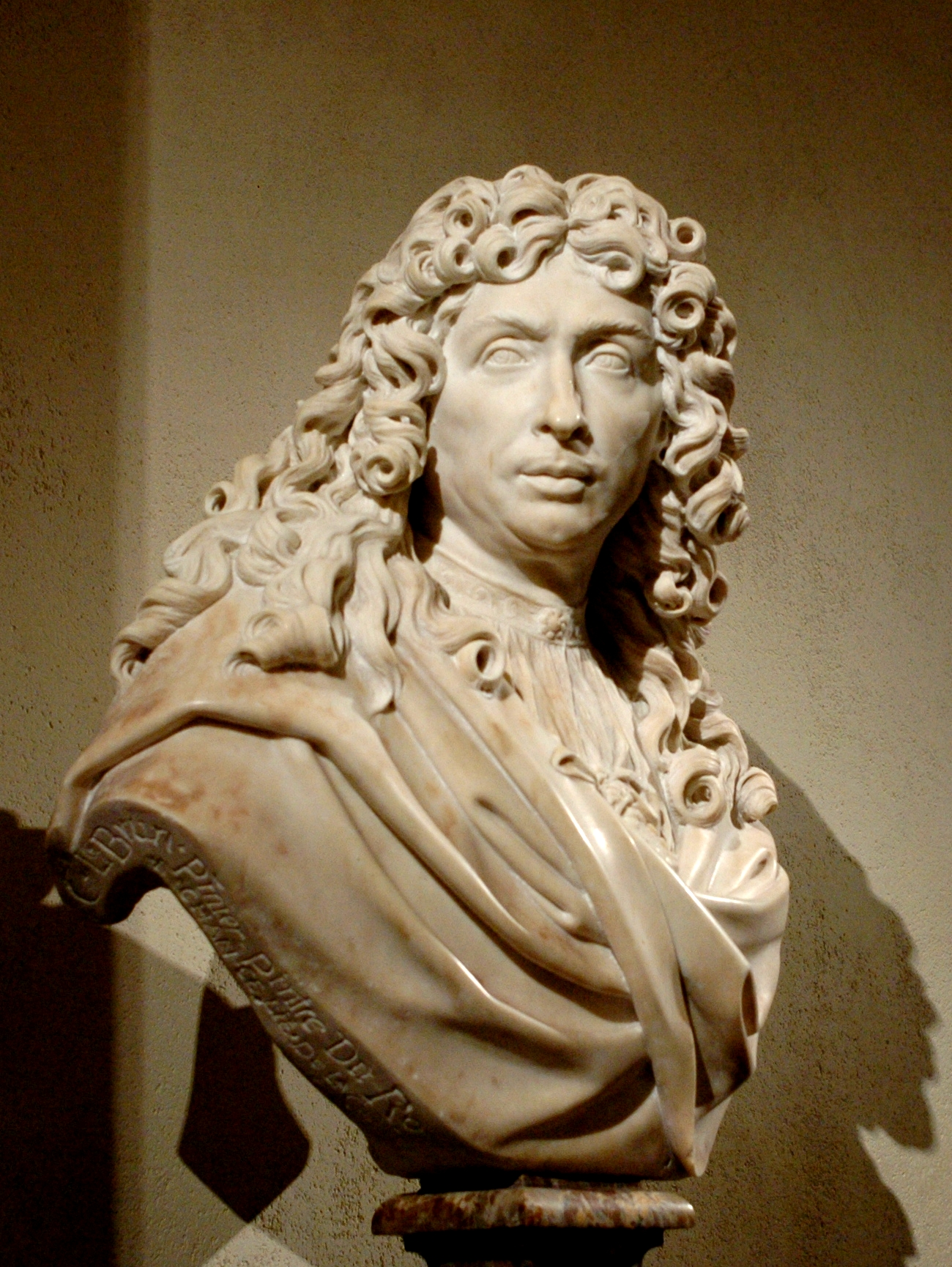
Шарль Лебрен. 1679. Мрамор. Лувр, Париж
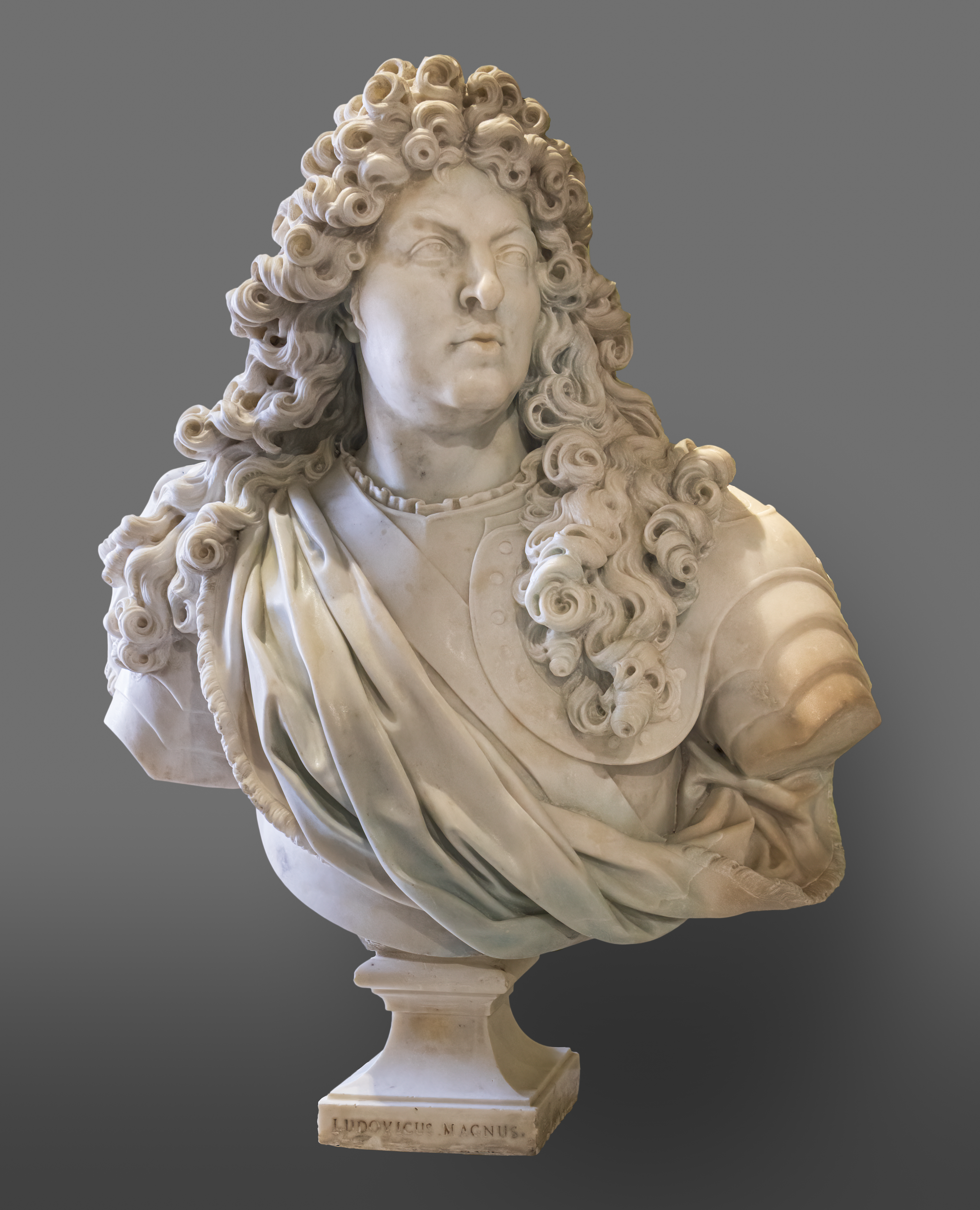
Людовик XIV. Ок. 1680. Мрамор. Музей изящных искусств, Нарбонн
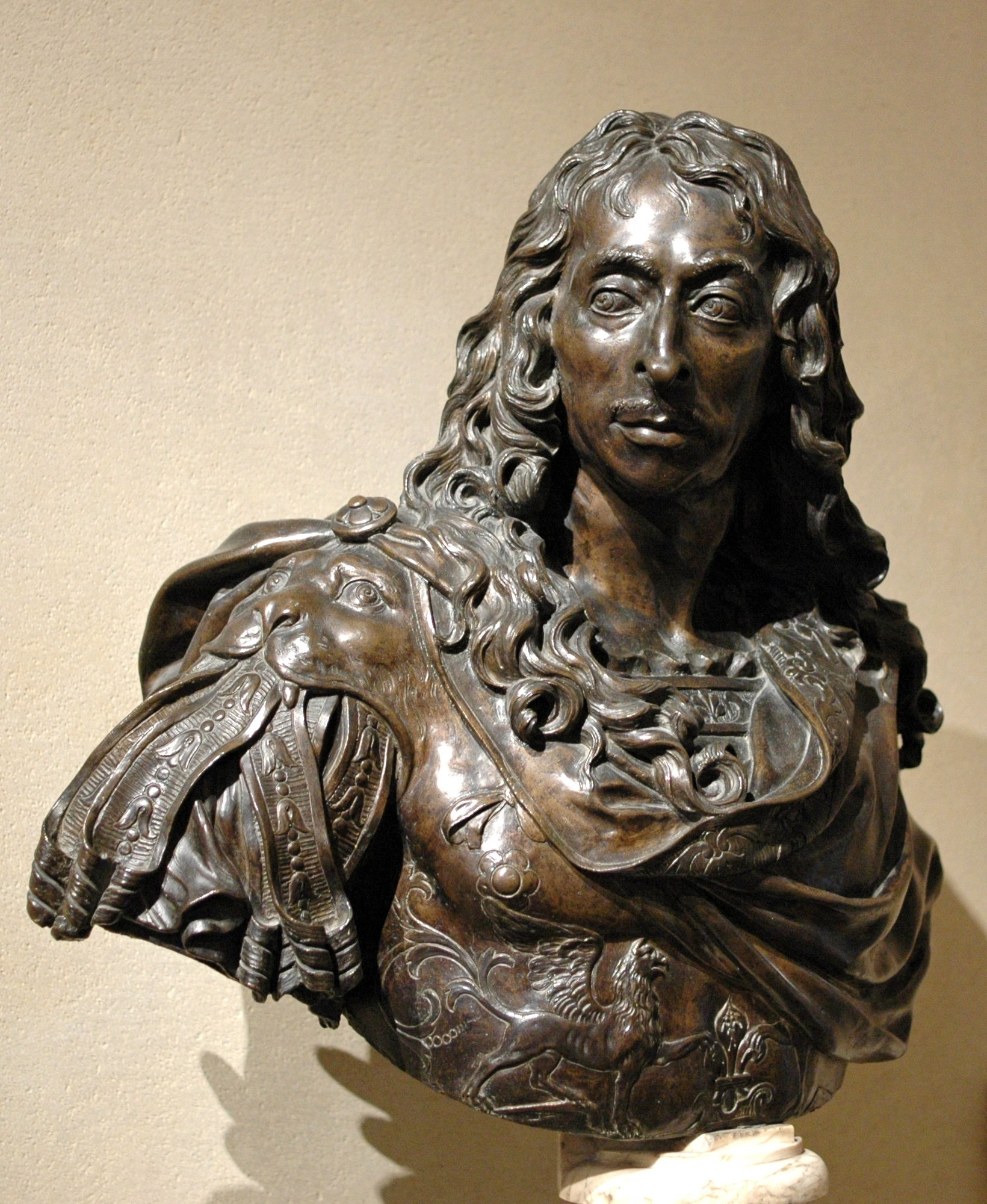
Луи де Бурбон, принц Конде. 1688. Бронза. Лувр, Париж
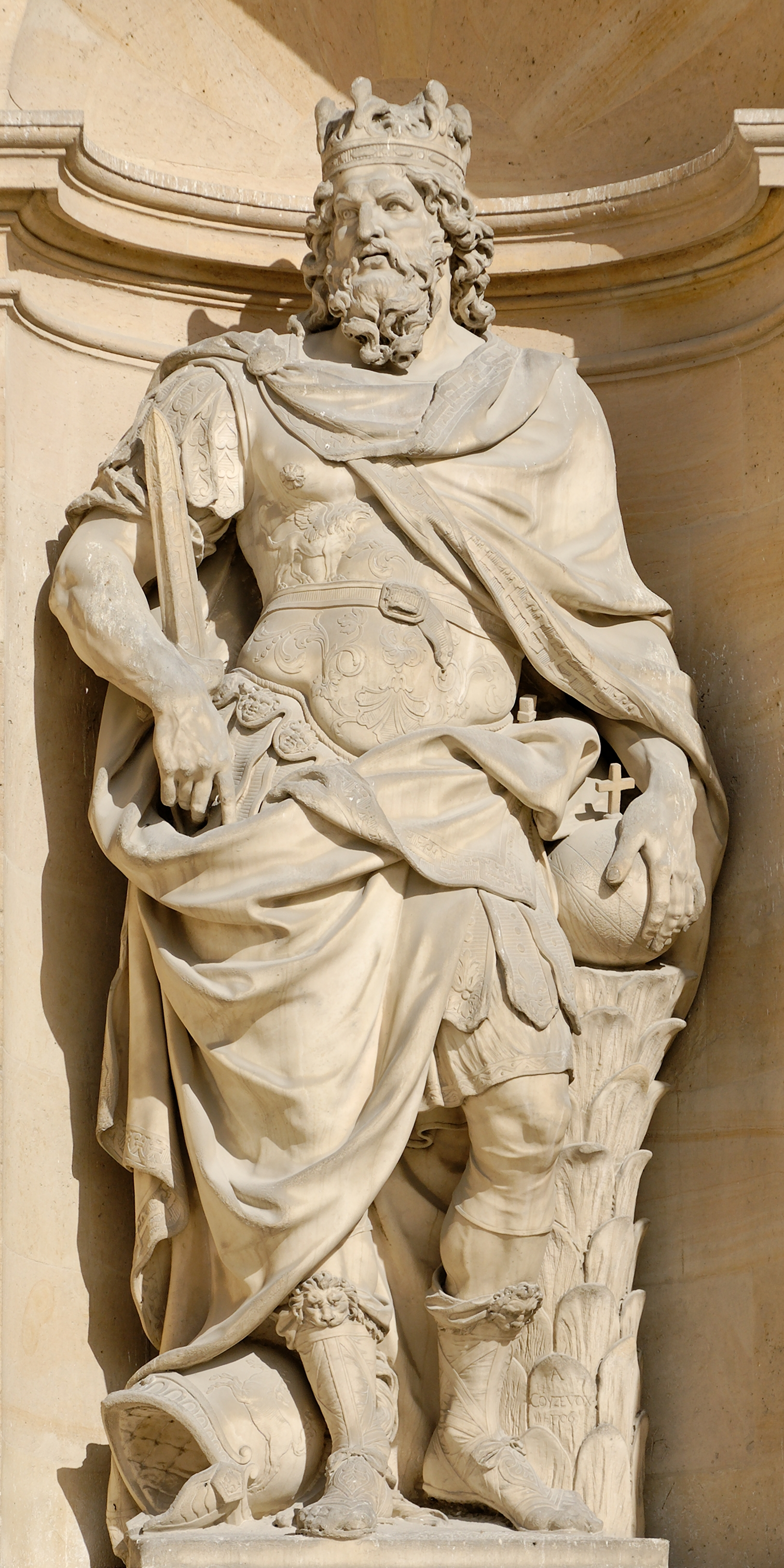
Карл Великий. 1706. Камень. Фасад Дома Инвалидов в Париже
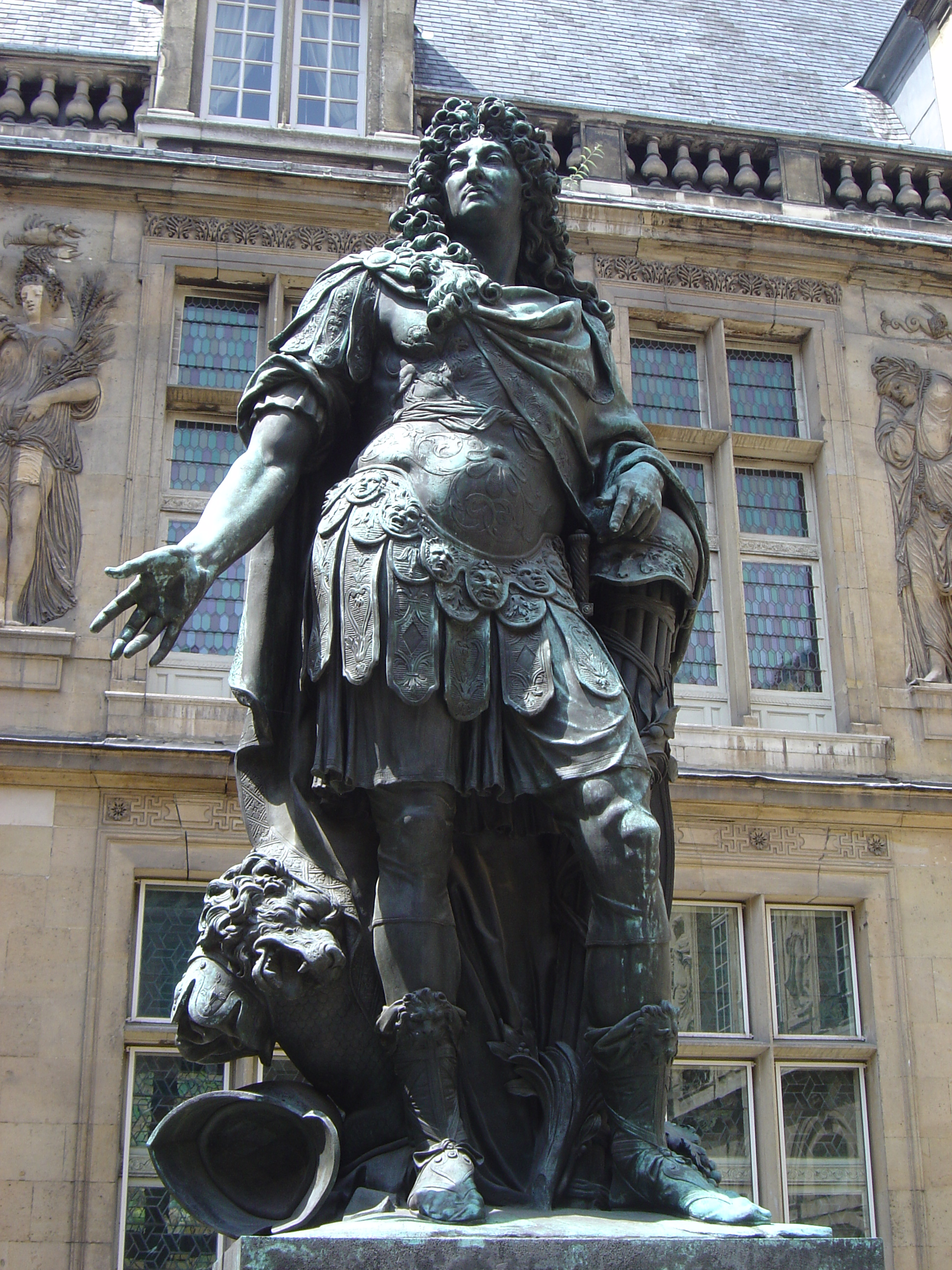
Портрет короля Людовика XIV. Бронза. Двор Отеля Пеллетье (Музей Карнавале), Париж
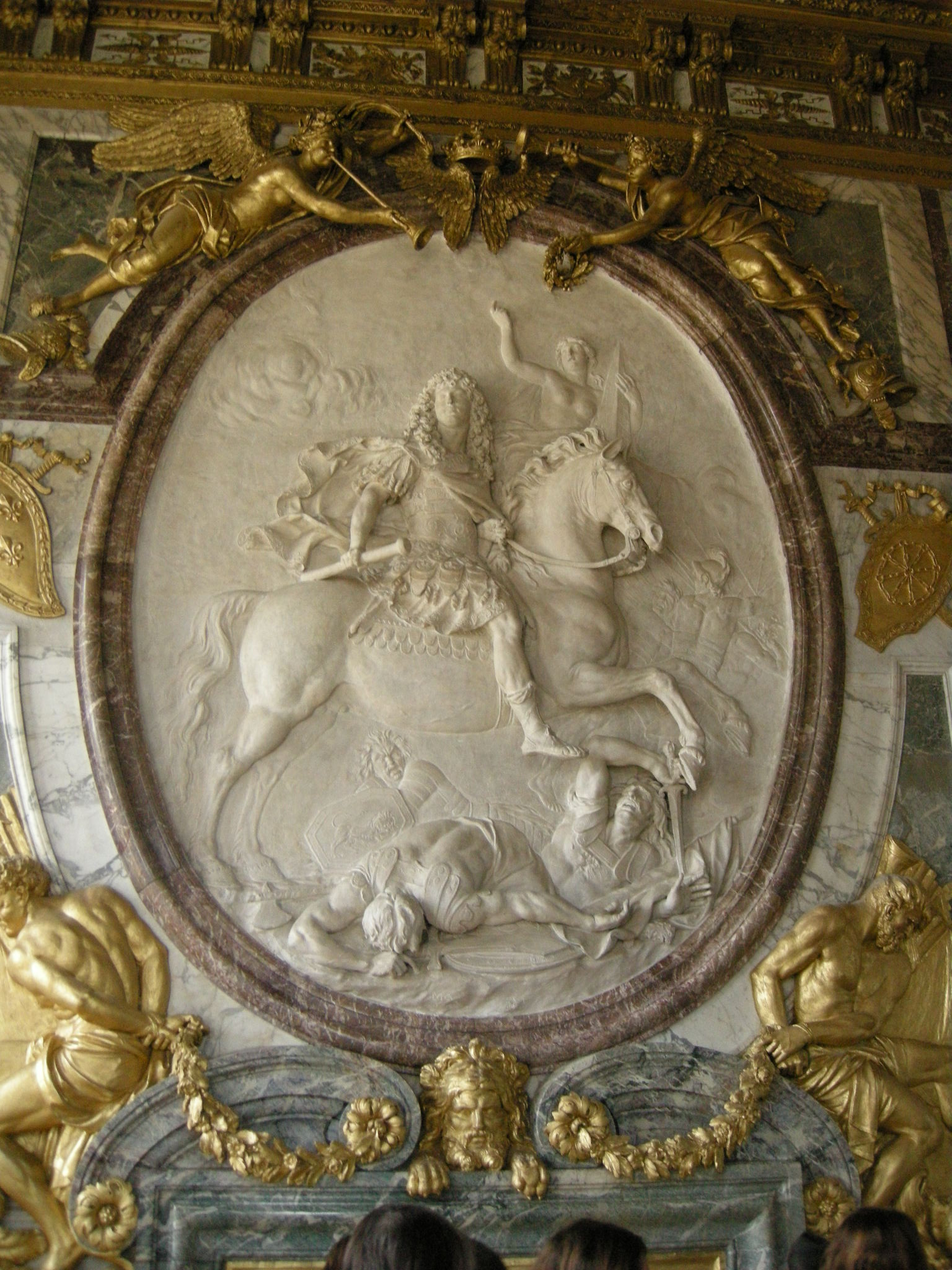
Переход Людовика XIV через Рейн. 1678. Стукко. Большой дворец в Версале, «Зал войны»
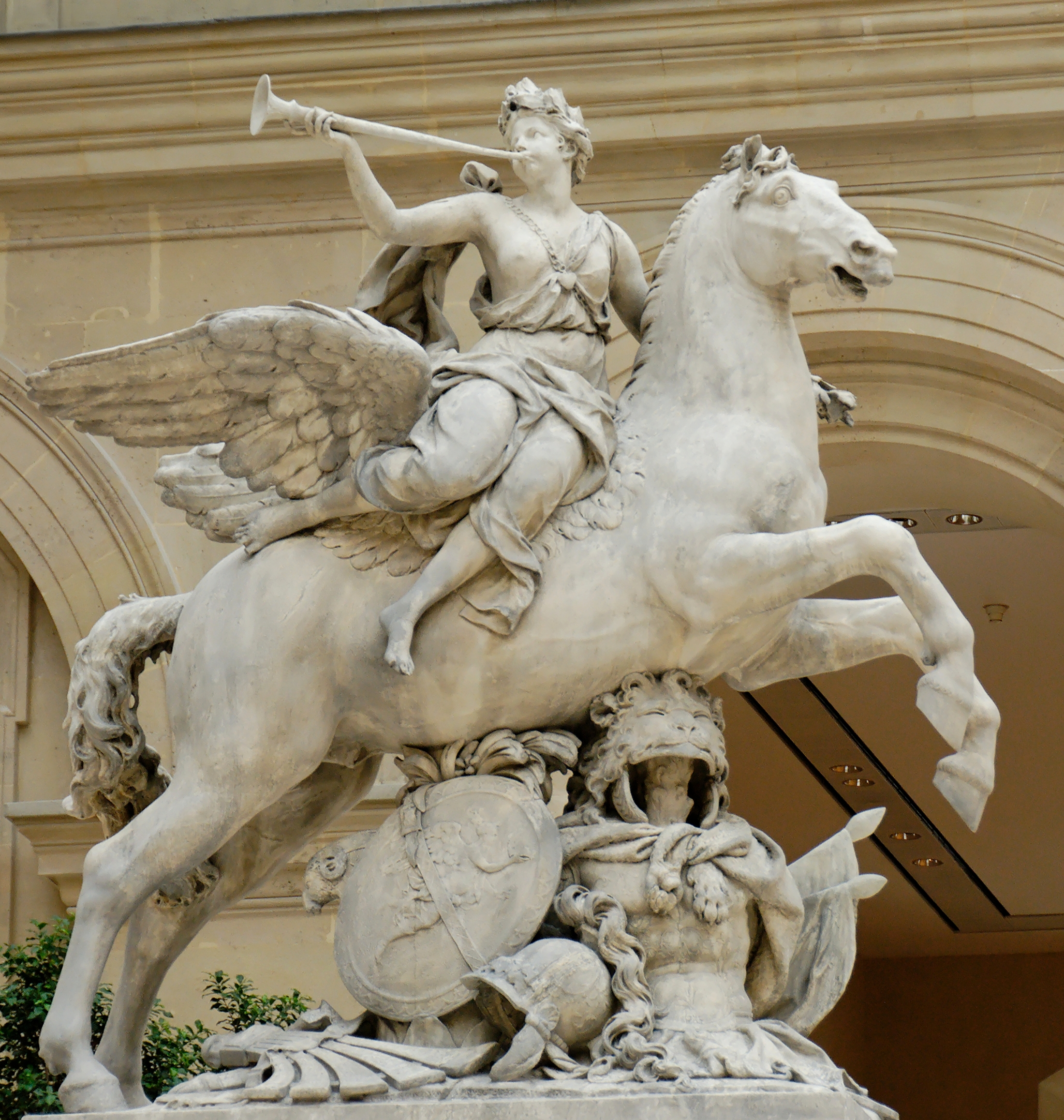
Слава верхом на Пегасе. 1701—1702. Мрамор. Скульптура для Марли. Лувр, Париж
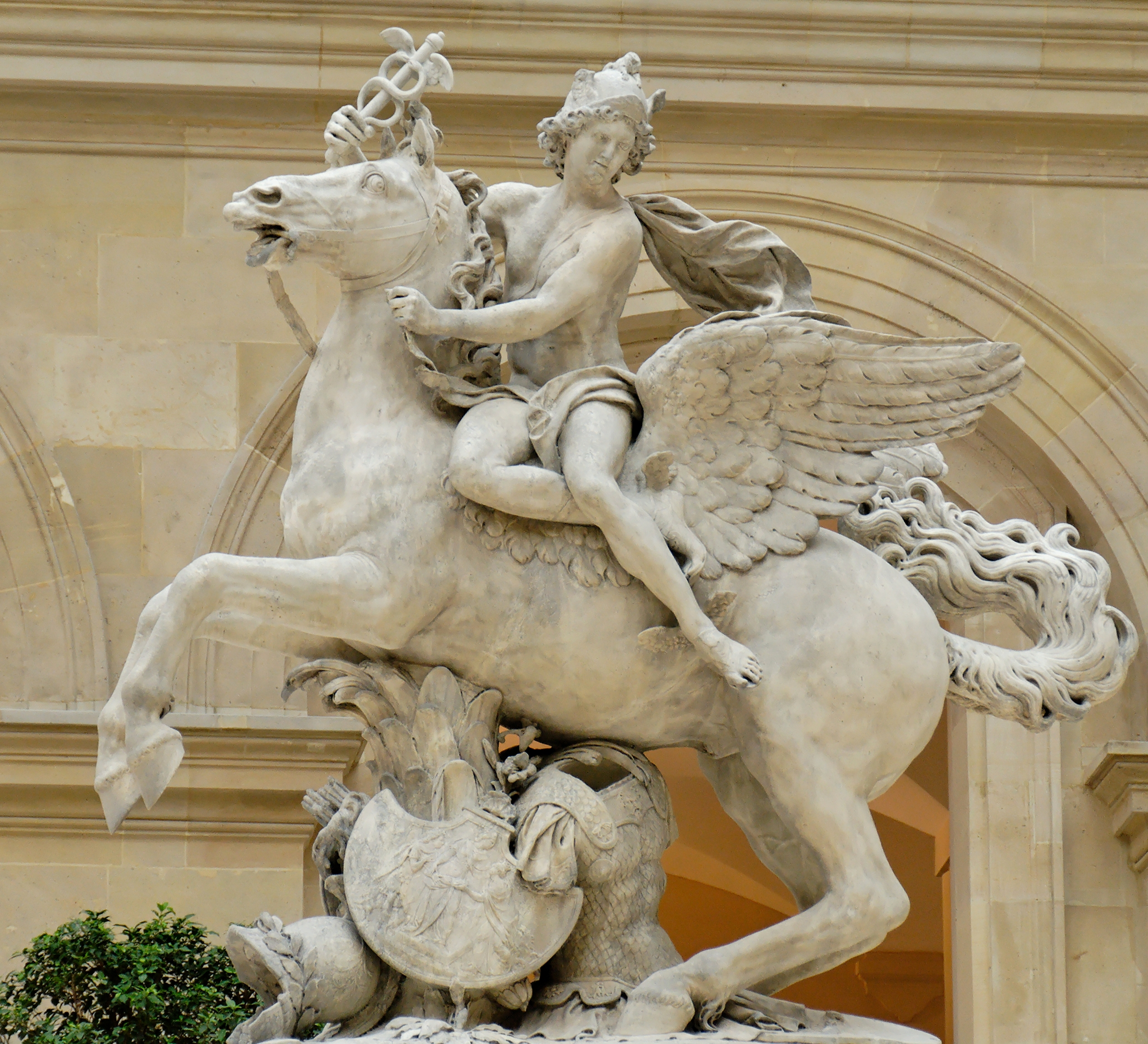
Меркурий верхом на Пегасе. 1701—1702. Мрамор. Скульптура для Марли. Лувр, Париж
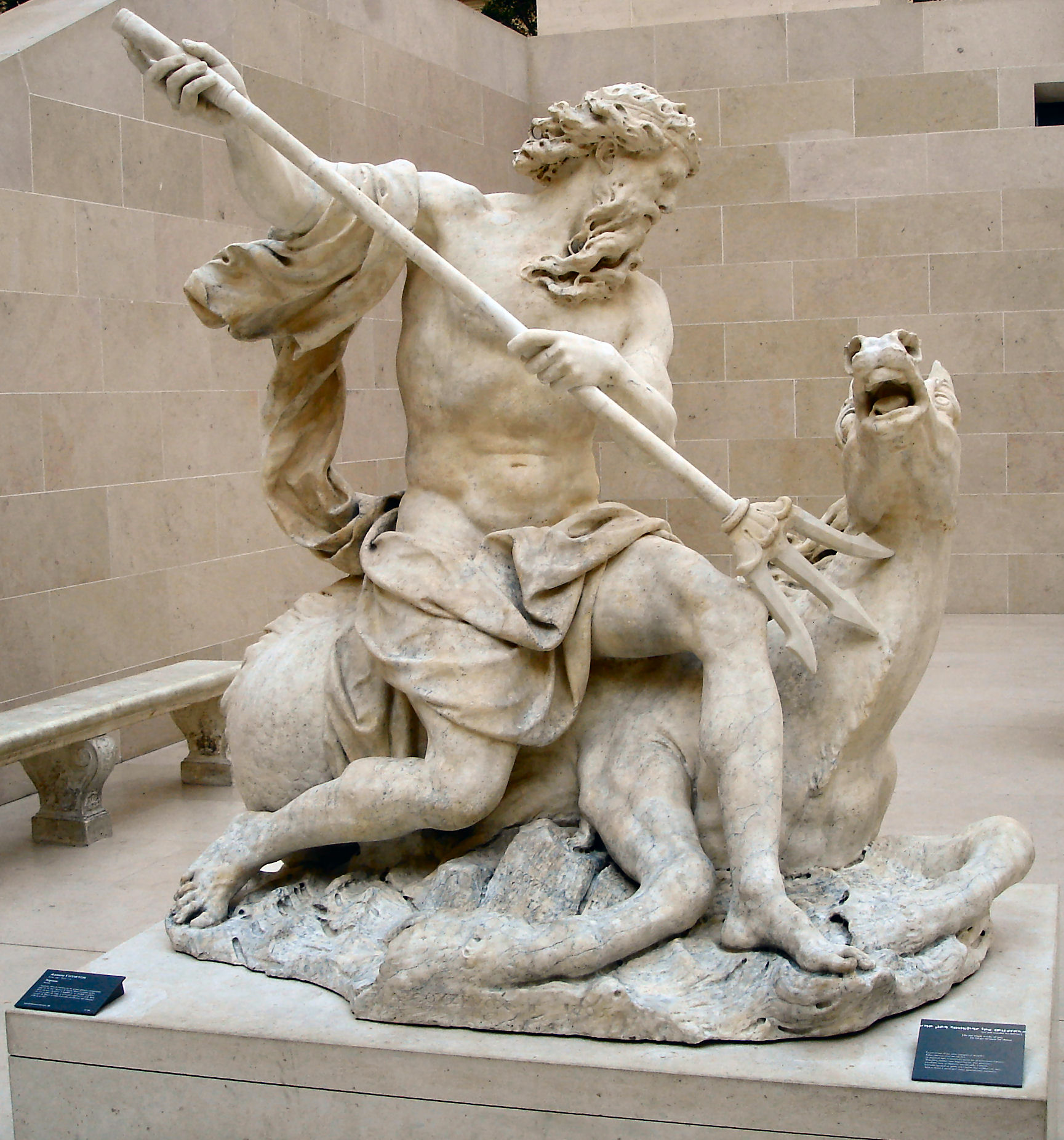
Нептун (Океан). 1699—1705. Мрамор. Скульптура для Марли. Лувр, Париж
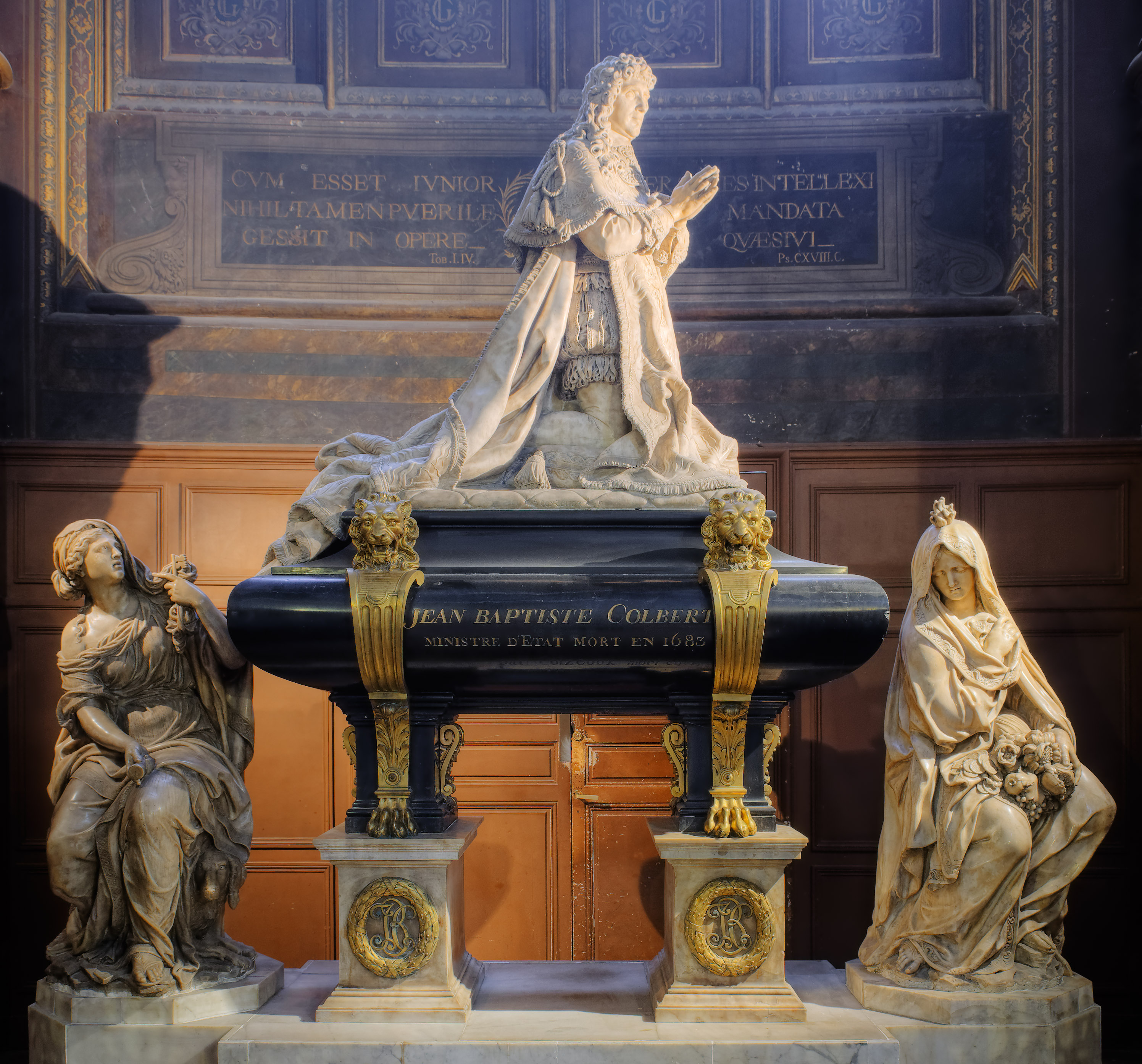
Надгробный монумент Ж.-Б. Кольберу (совместно с Ж.-Б. Тюби). 1687. Церковь Сент-Эсташ), Париж
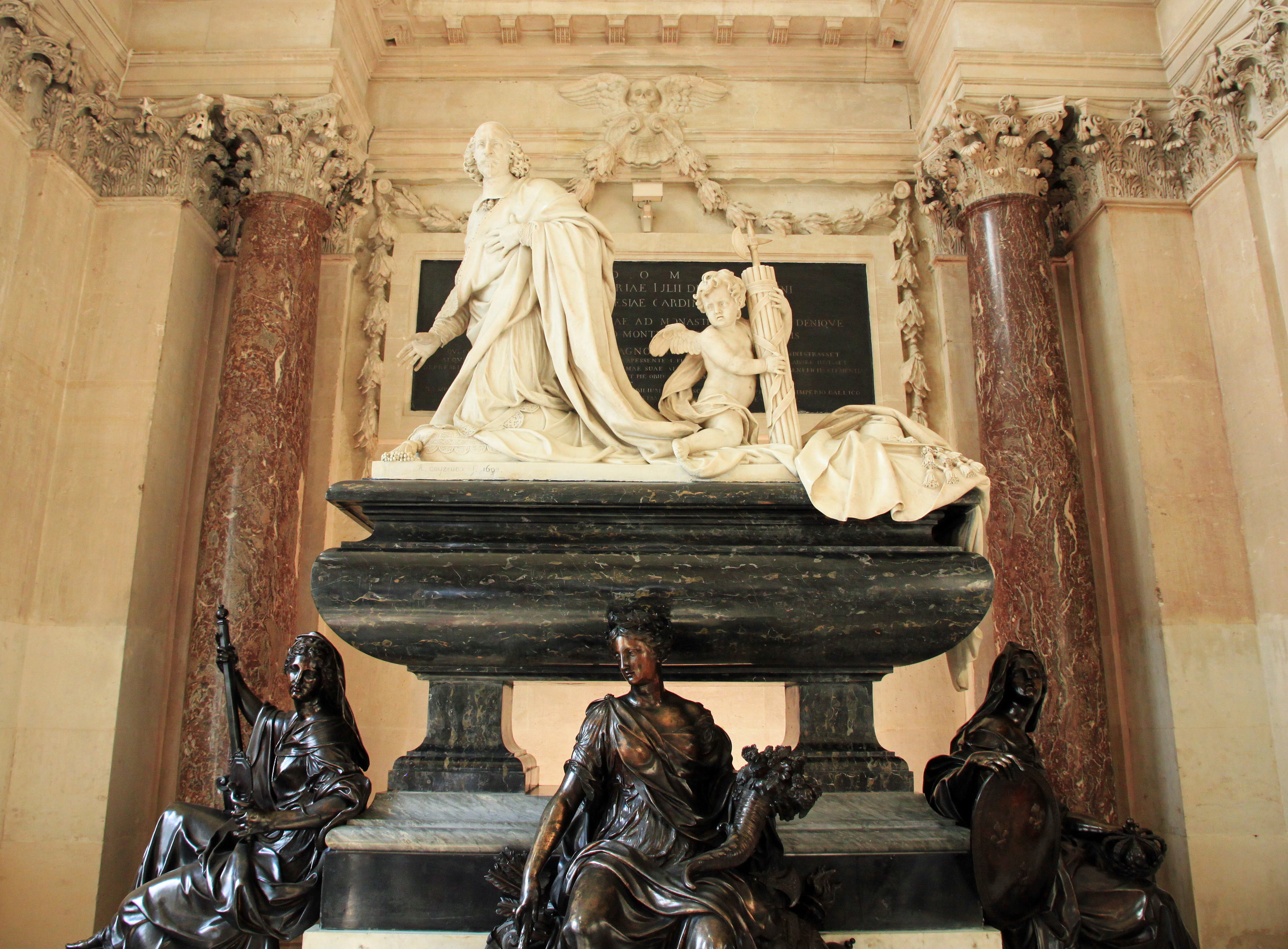
Кенотаф кардинала Мазарини. Между 1689 и 1693 гг. Коллеж Четырёх Наций, Париж
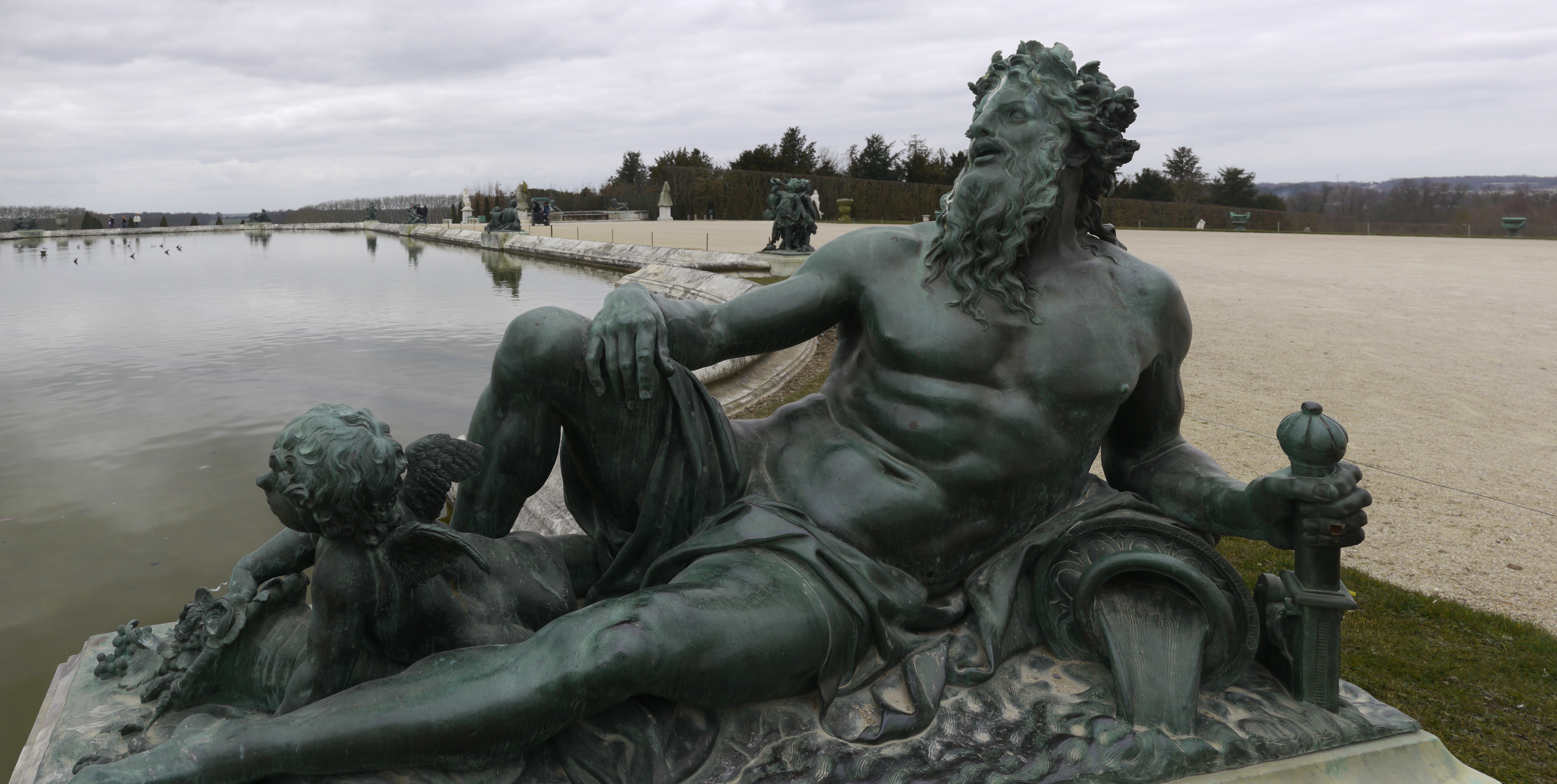
Гаронна. Бронза. Водный партер, Версаль
Дордонь. Бронза. Водный партер, Версаль